# Popple River (Wisconsin)
Popple River es un pueblo ubicado en el condado de Forest en el estado estadounidense de Wisconsin. En el Censo de 2010 tenía una población de 44 habitantes y una densidad poblacional de 0,34 personas por km².

## Geografía
Popple River se encuentra ubicado en las coordenadas 45°49′47″N 88°43′22″O / 45.82972, -88.72278. Según la Oficina del Censo de los Estados Unidos, Popple River tiene una superficie total de 130.67 km², de la cual 129.6 km² corresponden a tierra firme y (0.81%) 1.06 km² es agua.

## Demografía
Según el censo de 2010, había 44 personas residiendo en Popple River. La densidad de población era de 0,34 hab./km². De los 44 habitantes, Popple River estaba compuesto por el 100% blancos, el 0% eran afroamericanos, el 0% eran amerindios, el 0% eran asiáticos, el 0% eran isleños del Pacífico, el 0% eran de otras razas y el 0% pertenecían a dos o más razas. Del total de la población el 0% eran hispanos o latinos de cualquier raza.